# Columnea oerstediana
Columnea oerstediana är en tvåhjärtbladig växtart som beskrevs av Johann Friedrich Klotzsch och Oerst.. Columnea oerstediana ingår i släktet Columnea och familjen Gesneriaceae. Inga underarter finns listade i Catalogue of Life.

## Bildgalleri

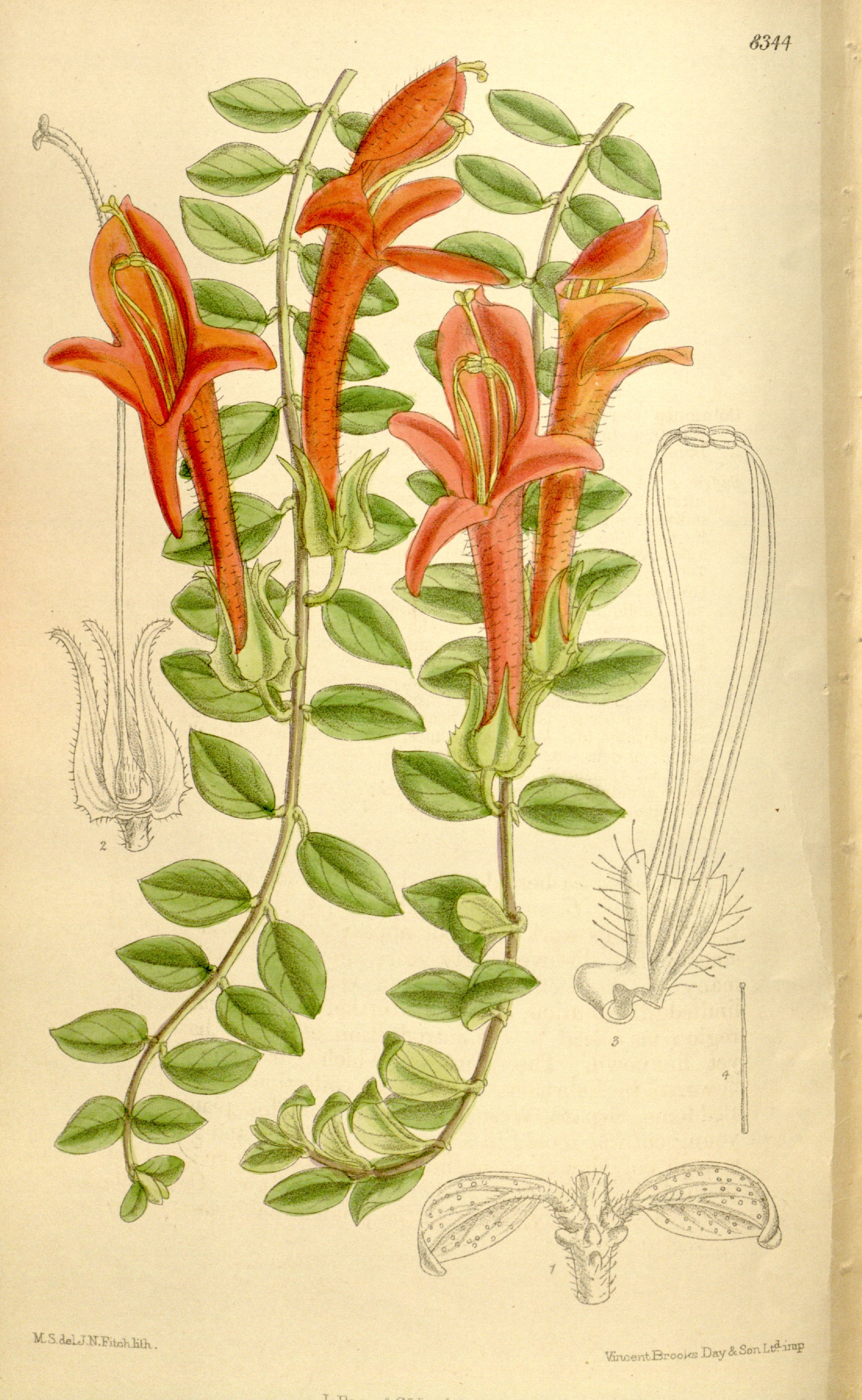